# 크므즈
크므즈(튀르키예어: kımız, 우즈베크어: qimiz, 키르기스어: кымыз, 카자흐어: қымыз 끄므즈), 크므드(바시키르어: ҡымыҙ), 크므스(야쿠트어: кымыс), 쿠므스(아제르바이잔어: kumıs), 흐므즈(투바어: хымыс), 또는 아이라그(몽골어: айраг)는 말젖을 발효시켜 만든 알코올 발효 유제품이다.
이중 아이락은 증류해 만든 아르히와 함께 마유주(馬乳酒)라 불리기도 하는데 실제 몽골에선 말젖 뿐만 아니라 소젖, 낙타젖으로도 아이락을 만든다. 본래 아이락은 몽골어로 발효주란 뜻이다.

## 같이 보기
- 몽골의 유제품
- 케피르